# Mozelos (Santa Maria da Feira)
Mozelos is een plaats (freguesia) in de Portugese gemeente Santa Maria da Feira en telt 7 142 inwoners (2011).
Mozelos ligt op 8 km van de stad Espinho en ongeveer 20 km van Porto. De districtshoofdstad Aveiro ligt op ongeveer 50 km van de stad.
In 1097 heette het dorp Moazellus. Er is nog steeds een Romeinse weg vlakbij de kerk. Het werd op 24 juni 1989 tot stad verklaard en viert de overgang naar stad elk jaar op 24 juni. Het is de plaats waar Américo Amorim, een Portugese miljardair, enkele jaren woonde, net zoals de voetballer Rúben Neves die er op 13 maart 1997 geboren werd.